# Park Sung-Soo
Park Sung-Soo (n. 19 mai 1970) este un arcaș ce a reprezentat Coreea de Sud, medaliat olimpic. A participat la o ediție a Jocurilor Olimpice (1988) în care a câștigat o medalie de aur și o medalie de argint.

## Participări
Lista de mai jos prezintă principalele competiții la care a participat Park Sung-Soo de-a lungul carierei.
- archery at the 1988 Summer Olympics – men's team[*]